# Bobovek
Bobovek je naselje u slovenskoj Općini Kranju. Bobovek se nalazi u pokrajini Gorenjskoj i statističkoj regiji Gorenjskoj. 

## Stanovništvo
Prema popisu stanovništva iz 2002. godine naselje je imalo 138 stanovnika.